# Земмеринг (перевал)
Земмеринг (нем. Semmering) — важный перевал через Альпы. Расположен между федеральными землями Австрии - Штирия и Нижняя Австрия. От него берёт название Земмерингская железная дорога. Считается самым восточным и самым низким среди альпийских перевалов (высота седловины 985 метров над уровнем моря).

## Геология
Район Земмеринга представляет собой геологическое окно, в районе Центральных Альп, площадью около 200 км². В районе Земмеринга сохранились остатки нескольких небольших рудников, в которых с XVI по XIX век добывали железную, медную и другие руды, а также уголь.

## Лыжная зона
Лыжный курорт Хиршенкогель расположен прямо на перевале, к западу от Земмеринга, недалеко от города Шпиталь на склонах горы Штульэкк.
Трассы чистятся дважды в день и обеспечивают безопасное катание на лыжах для любителей зимних видов спорта.

## Исторические карты

Земмеринг и его окрестности на исторических картах
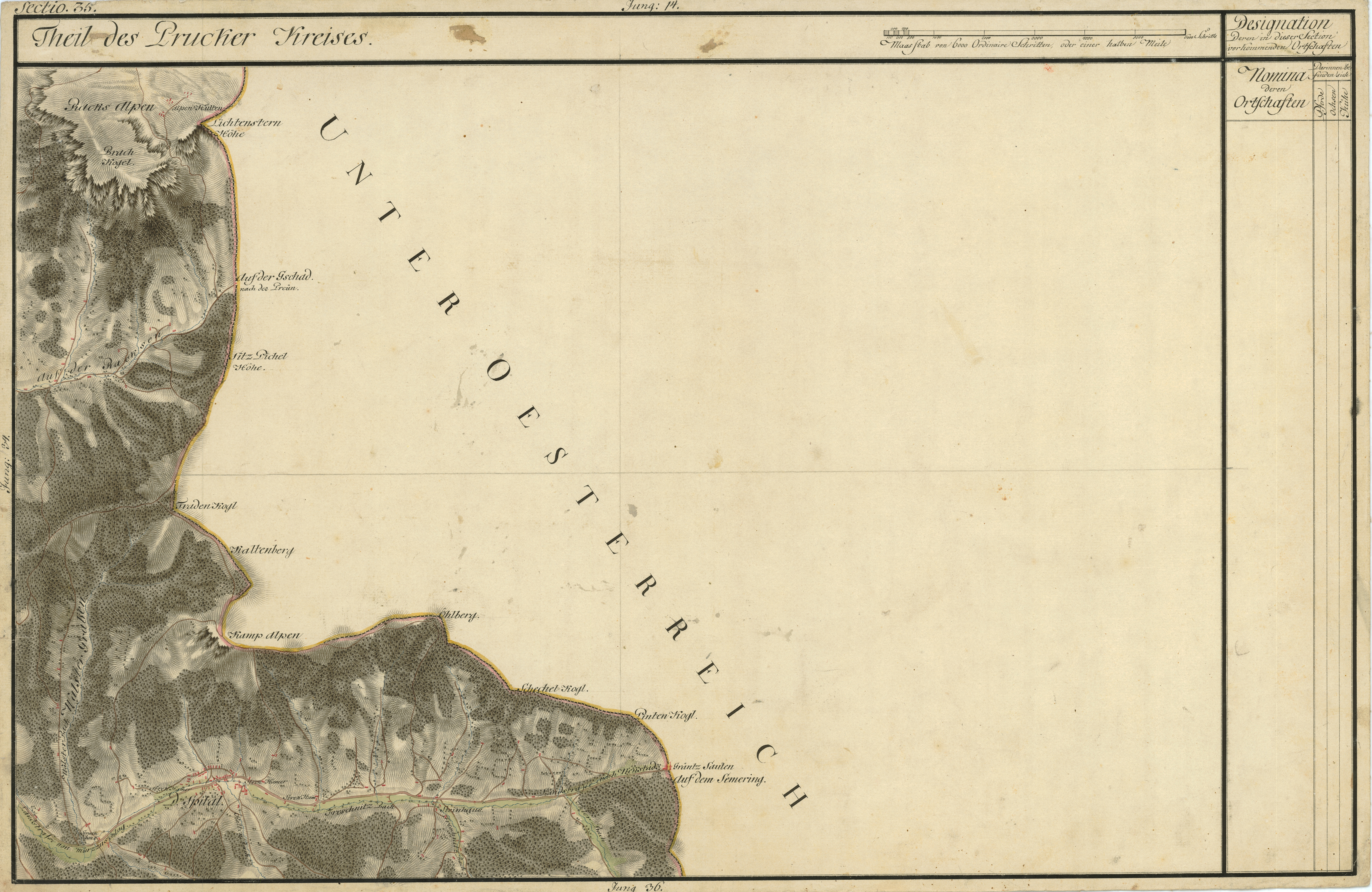
Штирийская сторона Земмеринга с каменным домом и больницей (внизу в центре), около 1790 г.
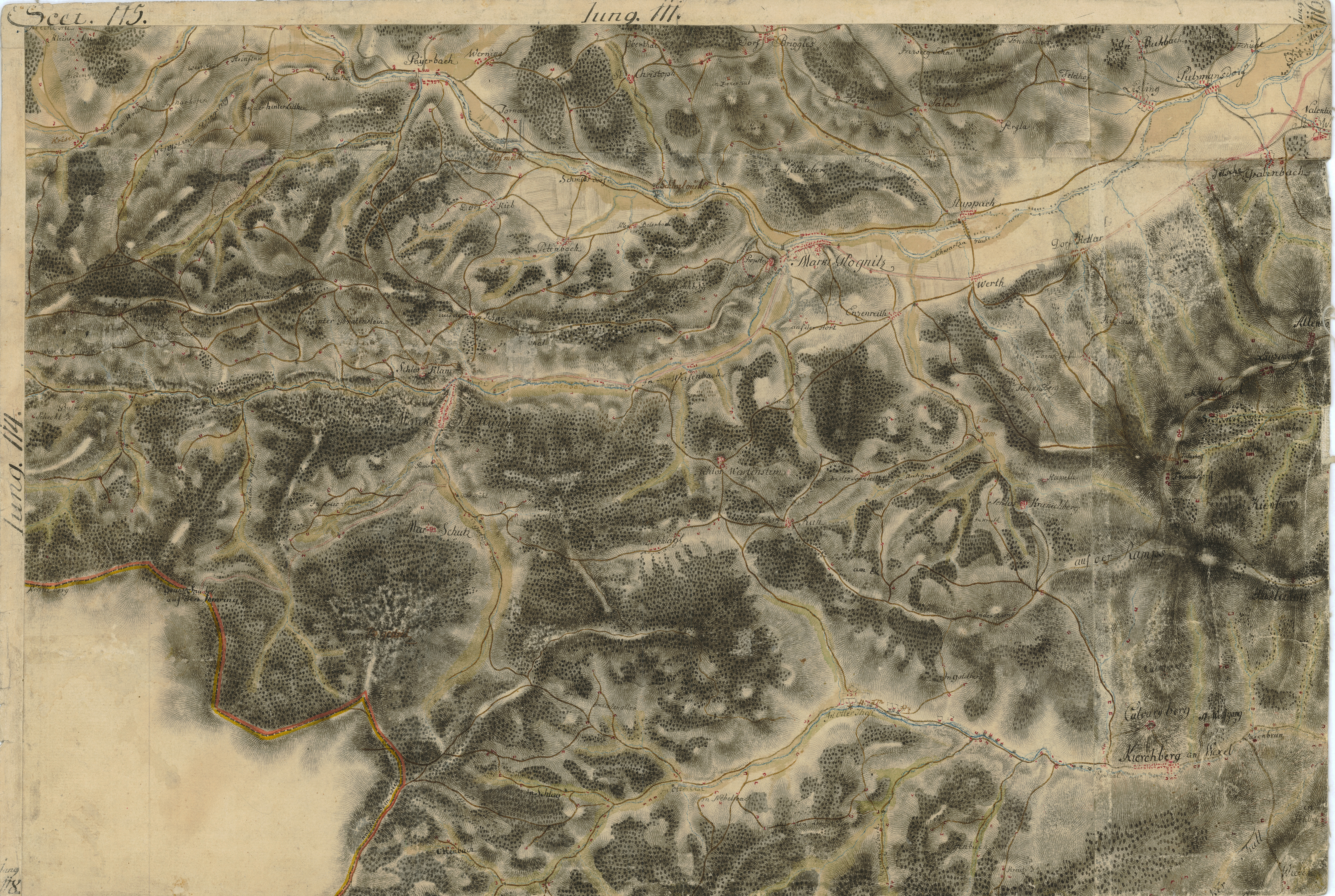
нижняя Австрийская сторона  Глогниц, Шоттвен (внизу слева), около 1790 г.
сторона Штирии, северная часть, с Адлитцгребеном и Прайнер-Гшайд, около 1873 г. (справа внизу)
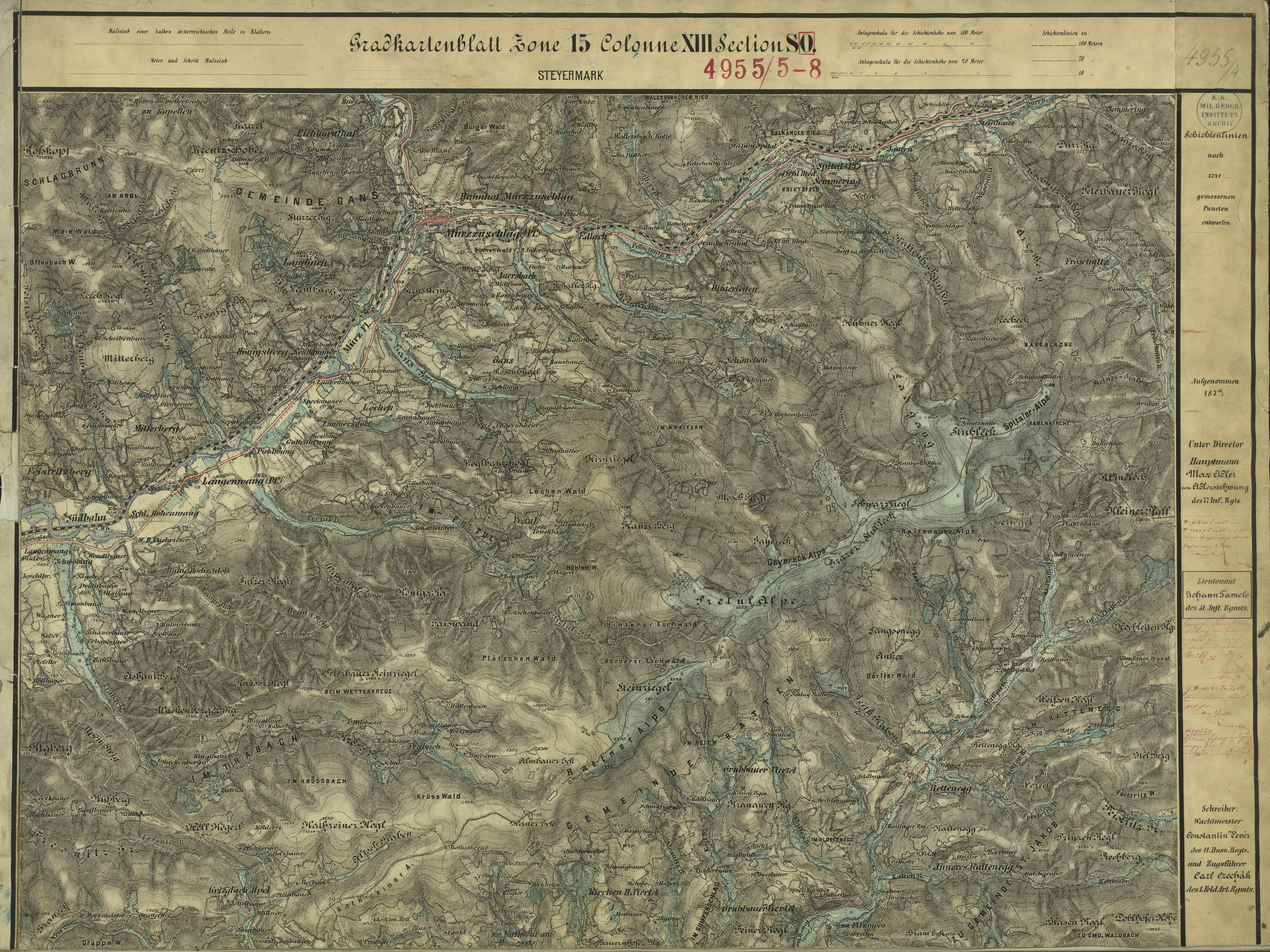
сторона Штирии, южная часть, с каменным домом, больницей и Мюрццушлагом (вверху справа)
нижняя Австрийская сторона, железная дорога и автомобильная дорога, 1873 году (внизу слева)